# Meine Seel' erhebt den Herren
Meine Seel' erhebt den Herren (in tedesco, "La mia anima magnifica il Signore") BWV 10 è una cantata di Johann Sebastian Bach.

## Storia
La cantata venne composta a Lipsia nel 1724 per la solennità della Visitazione della Beata Vergine Maria e fu eseguita il 2 luglio dello stesso anno. Il testo è tratto in gran parte dal cantico contenuto nel primo capitolo del Vangelo secondo Luca, con il quale Maria loda e ringrazia Dio perché ha liberato il suo popolo.

## Struttura
La Meine Seel' erhebt den Herren è composta per soprano solista, contralto solista, tenore solista, basso solista, coro, tromba, violino I e II, viola, oboe I e II e basso continuo ed è suddivisa in sette movimenti:
1. Coro: Meine Seel' erhebt den Herren, per tutti.
2. Aria: Herr, der du stark und mächtig bist, per soprano, oboi, archi e continuo.
3. Recitativo: Des Höchsten Güt' und Treu, per tenore e continuo.
4. Aria: Gewaltige stößt Gott vom Stuhl, per basso e continuo.
5. Duetto: Er denket der Barmherzigkeit, per contralto, tenore, oboi, tromba e continuo.
6. Recitativo: Was Gott den Vätern alter Zeiten, per tenore, archi e continuo.
7. Corale: Lob und Preis sei Gott dem Vater, per tutti.

Il quinto movimento venne successivamente riarrangiato da Bach come preludio corale per organo solista e fu incluso nei Corali Schübler come BWV 648.